# Prêmio O Cara da Rodada de 2012
O prêmio O Cara da Rodada de 2012 foi uma condecoração dada pelo diário esportivo Lance! ao futebolista mais votado no LANCE!Net, após cada rodada do Campeonato Brasileiro de Futebol de 2012 - Série A. Ao final de cada partida da rodada, uma enquete é disponibilizada com os três melhores jogadores de cada equipe, indicados pelos repórteres do jornal Lance!. O vencedor de cada votação disputa então a enquete para eleger o "Cara da Rodada".
O vencedor de cada rodada recebe um troféu.

## Vencedores
- Fonte:LanceNet[6]

| Rodada | Jogador      | Equipe      |
| 1ª     | Herrera      | Botafogo    |
| 2ª     | Lucas        | Botafogo    |
| 3ª     | Alecsandro   | Vasco       |
| 4ª     | Vagner Love  | Flamengo    |
| 5ª     | Mazinho      | Palmeiras   |
| 6ª     | Romarinho    | Corinthians |
| 7ª     | Adryan       | Flamengo    |
| 8ª     | Cidinho      | Botafogo    |
| 9ª     | Danilo       | Corinthians |
| 10ª    | Douglas      | Corinthians |
| 11ª    | Obina        | Palmeiras   |
| 12ª    | Paulinho     | Corinthians |
| 13ª    | Luis Fabiano | São Paulo   |
| 14ª    | Seedorf      | Botafogo    |
| 15ª    | Barcos       | Palmeiras   |
| 16ª    | Vagner Love  | Flamengo    |
| 17ª    | Barcos       | Palmeiras   |
| 18ª    | Vagner Love  | Flamengo    |
| 19ª    | Luis Fabiano | São Paulo   |
| ------ | ------------ | ----------- |

| Rodada | Jogador           | Equipe      |
| 20ª    | Luis Fabiano      | São Paulo   |
| 21ª    | Paulo André       | Corinthians |
| 22ª    | Seedorf           | Botafogo    |
| 23ª    | Andrezinho        | Botafogo    |
| 24ª    | Tenório           | Vasco       |
| 25ª    | Lucas             | São Paulo   |
| 26ª    | Seedorf           | Botafogo    |
| 27ª    | Barcos            | Palmeiras   |
| 28ª    | Ronaldinho Gaúcho | Atlético-MG |
| 29ª    | Rogério Ceni      | São Paulo   |
| 30ª    | Luis Fabiano      | São Paulo   |
| 31ª    | Bruno Mendes      | Botafogo    |
| 32ª    | Barcos            | Palmeiras   |
| 33ª    | Lucas             | São Paulo   |
| 34ª    | Neymar            | Santos      |
| 35ª    | Fred              | Fluminense  |
| 36ª    | Luis Fabiano      | São Paulo   |
| 37ª    | Bernard           | Atlético-MG |
| 38ª    | Maicon            | São Paulo   |
| ------ | ----------------- | ----------- |